# Charles Arthur Floyd

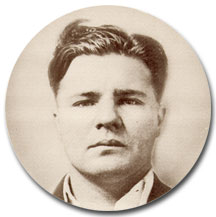
Charles Arthur Floyd

Charles Arthur "Pretty Boy" Floyd (Adairsville, 3 januari 1904 – East Liverpool, 22 oktober 1934) was een Amerikaanse gangster. Hij pleegde overvallen en bracht verscheidene personen om het leven. Hij werd in de jaren twintig en dertig door de media geromantiseerd.

## Biografie

### Jeugd
Charles Arthur Floyd werd geboren in de staat Georgia in de Verenigde Staten. Al gauw kreeg hij de bijnaam Chouk. Het gezin waaruit hij stamde, bestond naast zijn ouders uit nog zes andere kinderen. Op jonge leeftijd verhuisde het gezin Floyd naar een landbouwcommune in Oklahoma. Ze leefden op de inkomsten van de landbouw, maar verdienden net genoeg om te overleven. Uiteindelijk raakten ze betrokken bij de verkoop van alcoholische dranken tijdens de drooglegging.
In 1921 trouwde de toen 17-jarige Charles Arthur Floyd met de 16-jarige Ruby Hargrove. Ze kregen samen een zoon: Jack Dempsey Floyd. Om zijn gezin te kunnen onderhouden, trok Chouk naar het noorden op zoek naar werk. Hij bracht meerdere nachten door bij landlopers en vond nauwelijks werk. Een poosje later kocht hij zijn eerste pistool.

### Misdaadleven
Op 22 oktober 1922 pleegde hij voor zover bekend zijn eerste misdrijf: hij overviel een plaatselijk postkantoor en ging aan de haal met 350 dollar. Getuigen omschreven hem als grappig en schattig. Die laatste eigenschap zou hem later de bijnaam Pretty Boy opleveren. De politie kwam hem op het spoor maar liet hem gaan omdat zijn vader hem een alibi had bezorgd.
Op 16 september 1925 werd hij na een overval in St. Louis in de staat Missouri door de politie gearresteerd. De overval had hem 16.000 dollar opgeleverd. Dat geld had hij in een mum van tijd uitgegeven aan dure kledij. Hij had er ook een gloednieuwe Ford van gekocht. Dit laatste vond de politie verdacht en dus werd hij aangehouden. Hij kreeg een gevangenisstraf van vijf jaar. Die straf zat hij uit in de staatsgevangenis van Jefferson City in Missouri. Tijdens zijn verblijf in de cel beviel zijn echtgenote Ruby van hun tweede zoon: Jackie. Niet veel later scheidde het paar.
Na drie jaar in de gevangenis werd Floyd vrijgelaten en nam hij zich voor nooit meer in de gevangenis te belanden. Hij bracht in die periode ook een bezoek aan de boerderij van zijn ouders. Hij ontdekte dat zijn vader was doodgeschoten en dat de dader ene J. Mills was. De politie liet de dader gaan. Floyd nam het wapen van zijn vader en bracht hem een bezoekje. Mills werd sinds die dag nooit meer gezien.
Midden jaren twintig trok hij naar East Liverpool in de staat Ohio. Hij werkte er als huurmoordenaar en gewapende beschermer van dranksmokkelaars die drank smokkelden via de rivier de Ohio.
Uiteindelijk verhuisde Floyd naar Kansas City, waar hij bevriend raakte met bekende misdadigers. De stad kreeg al gauw de bijnaam Tom's Town als verwijzing naar maffiabaas Tom Pendergast, die in het misdaadmilieu van Kansas City de touwtjes in handen had. De stad was een thuishaven voor verschillende huurmoordenaars, dieven en overvallers. Floyd ontwikkelde zich er tot een keiharde crimineel en leerde schieten met een machinegeweer. In die periode had hij ook een "relatie" met Madame Beulah Baird Ash, die in een bordeel werkte. Hij had ook nog steeds een "relatie" met zijn ex-vrouw Ruby. Sommigen beweren dat Beulah degene was die hem de bijnaam Pretty Boy gaf. Andere bronnen spreken van een politieagent die hem na een overval beschreef als een pretty boy. Wie hem de bijnaam gaf, is dus niet zeker. Het is wel zeker dat Floyd zijn bijnaam niet op prijs stelde.
Floyd werd een beruchte bankovervaller die mede dankzij zijn bijnaam een populaire figuur werd. Zijn eerste overval was op de Farmers & Merchants Bank in Sylvania in Ohio. Na de overval vluchtte hij naar zijn schuilplaats in Akron, waar hij door de politie werd gearresteerd. Hij werd voorgeleid en schuldig bevonden. Floyd werd met een trein naar de gevangenis gebracht. Hij kon ontsnappen door via een treinraam uit het voertuig te springen.
Op 16 april 1931 wilde hij samen met William Miller, beter bekend als Billy the Killer, zijn vriendin Beulah en diens zus Rose een overval plegen. Ze werden herkend door politieagent Ralph Castner, die meteen zijn collega's verwittigde. Er volgde een vuurgevecht. Castner werd doodgeschoten, zijn baas Carl Galliher werd vol geraakt en schoot zelf Miller dood. Beulah werd ook geraakt en Rose stierf ter plaatse. Floyd kon met een auto vluchten.
Op 17 juni 1933 werd de bekende misdaadfiguur Frank Nash, bijgenaamd de Gentleman, bevrijd. Tijdens zijn bevrijding, die later de naam Union Station Massacre meekreeg, werden vijf mannen omgebracht. Een van hen was FBI-agent Raymond Caffrey. De twee daders achter de bevrijding waren Pretty Boy Floyd en Adam Richetti. Floyd heeft altijd ontkend iets met deze bevrijding te maken te hebben gehad. Gedurende 17 maanden waren de FBI en de politie op zoek naar Floyd en Richetti. Na de dood van gangster John Dillinger op 22 juli 1934 werd Floyd uitgeroepen tot public enemy nummer 1. Degene die hem (dood of levend) wist op te sporen, kon nu 23.000 dollar beloning van de overheid tegemoetzien. Om aan de aandacht van de politie te ontsnappen, trok hij terug naar East Liverpool. Tijdens zijn verblijf in Kansas City pleegde hij meer dan twintig overvallen en bracht hij zo'n tien personen om het leven.
Op 19 oktober 1934 overvielen drie mannen, verkleed als jagers, de Tiltonsville Peoples Bank. Twee van hen werden geïdentificeerd. Het waren Floyd en Adam Richetti. Enkele dagen later werden de twee aangetroffen in Wellsville in Ohio. Er volgde een vuurgevecht met de plaatselijke politie. Richetti werd gearresteerd en Floyd kon opnieuw ontsnappen. Hij gijzelde een bloemist en vluchtte met diens auto.
Drie dagen later, op 22 oktober, ontdekte de politie zijn verblijfplaats. Hij hield zich schuil in een boerderij. Maar Floyd bleef niet bij het gezin dat in de boerderij woonde: ze gaven hem een lift naar een bushalte. Onderweg merkte Floyd twee politiewagens op, die op weg waren naar de boerderij. Hij sprong uit de wagen en verstopte zich. Agent Chester Smith herkende hem en liep achter hem aan. Er werd meermaals geroepen dat hij halt moest houden, maar dat deed hij niet. Hij werd neergeschoten. Eerst door Smith zelf, daarna door de rest van het politiekorps. Floyd leefde nog maar stierf zo'n tien minuten nadat de politie zijn hevig toegetakelde lichaam naar een schaduwplek had gesleept.
Sommige bronnen geloven niet in deze theorie en menen dat de bekende FBI-agent Melvin Purvis hem eigenhandig doodschoot omdat Floyd weigerde te antwoorden toen Purvis hem vroeg of hij had deelgenomen aan de Union Station Massacre.